# Nationale Projekte (Russland)

Logo der Nationalen Projekte in Russland

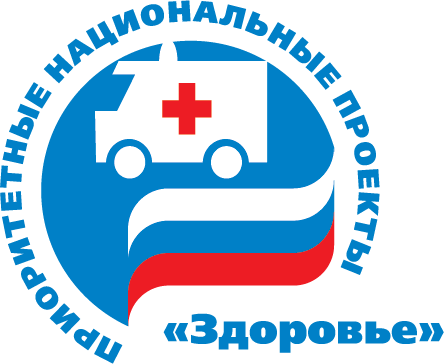
Logo des Nationalen Projektes Gesundheit

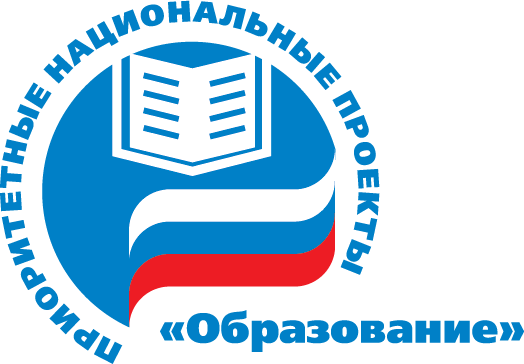
Logo des Nationalen Projektes Bildung

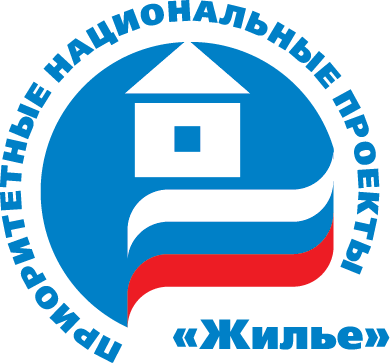
Logo des Nationalen Projektes Wohnungsbau

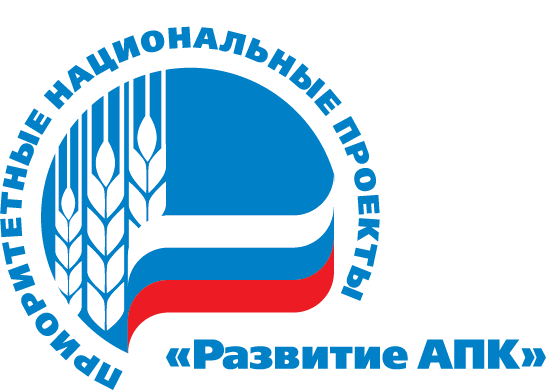
Logo des Nationalen Projektes Landwirtschaft

Die Nationalen Projekte (russisch Приоритетные национальные проекты) sind ein Programm zur Förderung von Bildung, Gesundheit, Landwirtschaft und Wohnungsbau in Russland.
Der damalige Präsident Wladimir Putin setzte der russischen Regierung im Januar 2006 das Ziel, „bis 2020 Russland zu einem der lebenswertesten Länder der Welt zu entwickeln.“

## Geschichte
Nach der Elektrifizierung, der Industrialisierung und der Weltraumerschließung im 20. Jahrhundert nahm Russland vier neue Nationalprojekte in Angriff, welche der Modernisierung zentraler Bereiche von Staat und Gesellschaft dienen. Diese zukunftsorientierten neuen Nationalen Projekte dienen der Förderung von Bildung, Gesundheit, Landwirtschaft und Wohnungsbau.
Das Budget der Nationalen Projekte umfasste vorerst jährlich Projekte in der Größenordnung von rund 5 Milliarden Euro. Ab 2011 sollen sogar jährlich über 12 Milliarden Euro (35,6 Milliarden Euro für die nächsten drei Jahre) für die Realisierung vorrangiger nationaler Projekte ausgegeben werden.
Die Gesamtausgaben für Bildung und Landwirtschaft sollen langfristig um mehr als um 30 Prozent, die Ausgaben für das Gesundheitswesen um 60 Prozent und die für den Wohnungsbau sogar um 300 Prozent angehoben werden. Die zusätzlichen Geldmittel für die Nationalen Projekte kommen aus dem Stabilisierungsfonds, in dem ein Teil der Einnahmen aus dem russischen Öl- und Gasexport angelegt wurden.
Bis Frühling 2008 war der damalige Erste Vize-Ministerpräsident Dmitri Medwedew für die praktische Umsetzung dieser Nationalen Projekte zuständig, die ihm als Sprungbrett zum Präsidentenamt dienten.

## Gesundheit
Das Nationale Projekt Gesundheit soll die Erschwinglichkeit und Qualität der medizinischen Versorgung für die Bevölkerung verbessern. Damit soll die Sterblichkeit verringert, respektive die Lebenserwartung von nur 65,3 Jahren im Jahre 2005 merklich erhöht werden.
Diese Ziele sollen durch Gehaltserhöhungen für das medizinische Personal, die Erneuerung des Fuhrparks der medizinischen Notdienste und die Ausweitung von Vorsorgeuntersuchungen für Arbeitnehmer erreicht werden.
Seit 2006 können zum Beispiel werdende Mütter aussuchen, in welcher Klinik ihr Kind zur Welt kommen soll. Gutscheine in Höhe von 2.000 Rubel (60 Euro) für die Betreuung während der Schwangerschaft und 5.000 Rubel (150 Euro) für Geburtshilfe sollen für einen Wettbewerb unter den Krankenhäusern sorgen.
Bereits 2007 wurden erste Erfolge der Investitionen von rund 2,5 Mrd. Euro pro Jahr alleine in das Gesundheitswesen registriert, unter anderem durch den Anstieg der Geburtenrate um 11 Prozent und den Rückgang der Sterblichkeit um 9 Prozent.

## Bildung
Das Nationale Projekt Bildung soll vor allem die Ausbildung auf die tatsächliche Nachfrage am Arbeitsmarkt ausrichten und die Qualität der Ausbildung verbessern. Diese Ziele sollen durch Gehaltserhöhungen für das pädagogische Personal, die Wettbewerbsförderung zwischen den Hochschulen, eine Reform des Hochschulzugangs und eine Einführung des zweistufigen Hochschulsystems im Rahmen des Bologna-Prozesses erreicht werden.

## Wohnungsbau
Das Nationale Projekt Wohnungsbau soll den staatlichen Wohnungsbau fördern und den privaten Wohnungsbau stimulieren. Diese Ziele sollen durch erhebliche staatliche Mittel für Hypothekenkredite und zur Sanierung von veralteten oder baufälligen Gebäuden erreicht werden.
Alleine von 2005 bis 2007 wurden die staatlichen Investitionen für den Wohnungsbau von 1 Mrd. auf 11 Mrd. Euro erhöht.

## Landwirtschaft
Das Nationale Projekt Landwirtschaft soll die Produktionsquantität und -qualität der Landwirtschaft steigern, die Gründung kleiner Betriebe fördern und das Lebensniveau der Landbevölkerung verbessern.